# 881
881（八百八十一）是880与882之间的自然数。

## 在数学中
- 第152個質數。
  - 孿生質數，為（881、 883）。
- 虧數，真因數和為1，虧度為880。
- 不尋常數，大於平方根的質因數為881。
- 無平方數因數的數。
- 十进制的等數位數。

## 在人类文化中
- 網路道別用語，自英語「Bye Bye」的諧音。亦作886（掰掰囉）或作「88」（掰掰）[1]。
- 新加坡電影《881》
- 雷霆881